# 1,2-Dioxétane
Le 1,2-dioxétane ou 1,2-dioxacyclobutane est un composé organique hétérocyclique de formule C2O2H4 et contenant un cycle à 4 atomes avec deux atomes d'oxygène adjacents. C'est donc un peroxyde organique qui peut être vu comme un dimère de formaldéhyde (COH2).
Dans les années soixante, des biochimistes ont découvert que certains dérivés de 1,2-dioxétane ont une existence éphémère comme intermédiaires dans les réactions responsables de la bioluminescence des lucioles, des vers luisants et d'autres animaux luminescents. L'hypothèse ne pouvait être prouvée car ces peroxydes cycliques à 4 atomes sont très instables. Puis, en 1968, le premier exemple d'un dérivé dioxétane stable a été trouvé à l'Université de l'Alberta à Edmonton: le 3,3,4-triméthyl-1,2-dioxétane, préparé sous forme d'une solution jaune dans le benzène. Lorsqu'il est chauffé à 59,85 °C, il se décompose doucement (plutôt que de façon explosive, comme beaucoup de peroxydes) en acétone et acétaldéhyde en émettant une lumière bleu pâle.
Le deuxième exemple d'un dérivé dioxétane a été trouvé peu après: le composé symétrique 3,3,4,4-tétraméthyl-1,2-dioxétane, obtenu sous forme de cristaux jaune pâle qui se subliment même lorsqu'ils sont conservés dans un réfrigérateur. Une solution dans le benzène de cette molécule se décompose aussi doucement avec l'émission de lumière bleue. En ajoutant des composés qui normalement sont fluorescents en lumière UV, la couleur de la lumière émise peut être modifiée.
La luminescence des vers luisants et des bracelets et des colliers luminescents utilise le 1,2-dioxétanedione, un autre dérivé de 1,2-dioxétane qui se décompose en dioxyde de carbone.
D'autres dérivés dioxétane sont utilisés en analyse clinique, où leur émission de lumière (qui peut être mesurée même à des niveaux très bas) permet aux biochimistes de détecter de très faibles concentrations de constituants des liquides organiques.